# Philodoria
Philodoria là một chi loài bướm thuộc họ Gracillariidae. Tất cả các loài đều là đặc hữu của Hawaii.

## Chu kỳ sống
Ấu trùng ăn lá nhiều loài thực vật lá rộng. Một số loài phát triển thành nhộng ngay từ giai đoạn ấu trùng, số khác phát triển thành nhộng từ sâu.

## Loài
- Philodoria auromagnifica Walsingham, 1907
- Philodoria basalis Walsingham, 1907
- Philodoria costalis Swezey, 1934
- Philodoria dubauticola (Swezey, 1940)
- Philodoria dubautiella (Swezey, 1913)
- Philodoria epibathra (Walsingham, 1907)
- Philodoria floscula Walsingham, 1907
- Philodoria hauicola (Swezey, 1910)
- Philodoria hibiscella (Swezey, 1913)
- Philodoria lipochaetaella (Swezey, 1940)
- Philodoria lysimachiella Swezey, 1928
- Philodoria marginestrigata (Walsingham, 1907)
- Philodoria micropetala Walsingham, 1907
- Philodoria molokaiensis Swezey, 1928
- Philodoria naenaeiella (Swezey, 1940)
- Philodoria neraudicola (Swezey, 1920)
- Philodoria nigrella Walsingham, 1907
- Philodoria nigrelloides (Swezey, 1946)
- Philodoria pipturiana Swezey, 1923
- Philodoria pipturicola Swezey, 1915
- Philodoria pipturiella Swezey, 1923
- Philodoria pittosporella (Swezey, 1928)
- Philodoria sciallactis (Meyrick, 1928)
- Philodoria spilota (Walsingham, 1907)
- Philodoria splendida Walsingham, 1907
- Philodoria succedanea Walsingham, 1907
- Philodoria touchardiella (Swezey, 1928)
- Philodoria ureraella (Swezey, 1915)
- Philodoria urerana (Swezey, 1915)
- Philodoria wilkesiella Swezey, 1940